# 输入假说
输入假说，又称监控模型，是语言学家史蒂芬·克拉申于20世纪7、80年代提出的五个第二语言习得理论。克拉申原来将输入假说作为五个假说之一，但是后来输入假说成为了这一组假说的名称。这些假说分别为：输入假说、习得-学得假说、监控假说、自然顺序假说和情感过滤假说。输入假说最早发表于1977年。
该假说强调语言学习者获得的可理解输入（comprehensible input）。认为理解书面语言或口语是增加语言能力的唯一方法，而语言的输出则对学习者的语言能力没有影响。另外，克拉申还认为语言能力只有在下意识“习得”的时候才会增长，而“学得”的东西不可能成为自发语言（spontaneous language production）。最后，学习效果和学习者的心情有很大关系，如果压力较大或不想学习则学习效果会受到影响。
克拉申的理论对语言教育有非常大的影响，特别是在美国。但是同时也被一些学者批评。两种主要的批评意见认为该假说无法由试验证明，而“学得”和“习得”的区别未被证实。

## 综述
克拉申提出的五个假说包括:
- 输入假说：学习者在理解了比其现有水平难度略高的语言输入后语言能力会发生提高。
- 习得-学得假说：习得和学得有明显的区别，习得是一种无意识的过程，学得则是有意识的，而语言能力只能习得，不能学得。
- 监控假说：学得的语言只能用于监控语言的输出，不能用于创造自然语言（spontaneous speech）。
- 自然顺序假说:语言是按照特定顺序习得的，这个顺序不随学习者改变，不会因教学的顺序而改变。
- 情感过滤假说：学习者的负面情绪，如恐惧或尴尬会降低他习得语言的能力。

克拉申把"难度略高"的输入称为“i+1”。如果“i”指现有语言能力和语言外知识，则输入假说认为，从状态“i”到“i+1”的进步是通过理解包含“i+1”内容的输入获得的。其中，语言外知识包括我们对于世界、语境等的理解。“+1”则是我们已经准备好学习的新知识或语言结构。但同时，这种输入必须是可理解的。

### 输入假说的三个推论
- 对话（输出）无法起到练习目的。
克拉申认为使用目标语言说话无法形成语言习得。尽管说可以间接辅助语言习得，但是说的能力不是语言习得的原因。相反，可理解输出是语言习得的效果（effect）。[3]
- 如果有充足的可理解输入，就会有"i+1"输入。
如果语言材料和教室能够提供充足的可理解输入，则学习者已经准备好学习的语言结构就会出现在这些输入中。而在提高语法使用准确性上，提供可理解输入是比直接进行语法教学更好的方法。[4]
- 教学顺序不需要根据特定顺序确定。
学习者会通过接受可理解输入以自然顺序学习语言。[3]